# احمد عبدالله السید
احمد عبدالله السید (عربی: أحمد عبدالله السيد؛ زادهٔ ۱۹ دسامبر ۱۹۷۹) کارگردان فیلم، تهیه‌کننده فیلم، فیلم‌نامه‌نویس و تدوین‌گر اهل مصر است. وی از سال ۲۰۰۹ میلادی تاکنون مشغول فعالیت بوده‌است.